# 하인리히하이네슈트라세역
하인리히하이네슈트라세역(U-Bahnhof Heinrich-Heine-Straße)은 베를린 미테구 미테에 있는 U8의 역이다. 1928년 4월 6일에 개업했다.

## 역사
1912년 3월 18일 AEG는 도시 철도 건설 허가를 받았고, 1914년 설립된 자회사인 AEG-Schnellbahn-A.G.를 통해서 진행하고 있었다. 슈베덴슈트라세(Schwedenstraße)와 헤르만플라츠 사이 구간은 회사 재정으로 건설하고 있었다. 제1차 세계 대전으로 파산하면서 공사가 도중에 중단되었고, 기존 건설된 구간은 베를린시로 소유권이 넘어갔다. 1926년 이후에 공사가 재개되었다. 역사는 알프레드 그레난데르에 의해서 신즉물주의적으로 설계되었다. 역 주요 색상은 밝은 보라색이다. 개통 당시 이름은 네안더슈트라세(Neanderstraße)였다. 역 남부와 북부로 출입구가 개설되어 있으며, 북부 출입구는 쾨페니커 슈트라세(Köpenicker Straße)에 지어진 주상복합 건축물과 연결되어 있다. 전체 건물은 건축 유산으로 지정되어 있다.
제2차 세계 대전의 영향으로 1945년 4월 말부터 6월 3일까지 영업이 중단되었다. 원래 슈미트슈트라세(Schmidstraße)에 건설된 가옥으로 이어지는 남쪽 출입구는 전쟁으로 인하여 가옥이 파괴되면서 네안더슈트라세상에 독립된 출입구로 재개통했다. 1960년 8월 31일 하인리히하이네슈트라세역으로 개명되었으나, 이듬해인 1961년 8월 31일부터 유령역이 되었다. 1990년 7월 1일이 되어서야 역이 재개통했다. 재개통 당시 계단 부분의 개보수 공사가 진행되었다.
역사 내에는 엘리베이터가 설치되어 있지 않다. 2020년 말까지로 계획되어 있었으나 2023년 현재 완공되지 않았다.

## 인접 철도역
베를린 버스 165, 265번과 환승할 수 있다.
| 베를린 지하철 8호선              | 베를린 지하철 8호선 | 베를린 지하철 8호선          |
| -------------------------------- | ------------------- | ---------------------------- |
| 모리츠플라츠 헤르만슈트라세 방면 | U8                  | 야노비츠브뤼케 비테나우 방면 |